# Elongationsfaktor
Ein Elongationsfaktor ist ein Protein, das die mittlere Phase der Erzeugung von Proteinen in Lebewesen (die Elongation ‚Verlängerung‘) steuert. Er ist an der Synthese von Proteinen während der Translation beteiligt.

## Beispiele
Beispiele für Elongationsfaktoren sind EF-G und EF-Ts in Prokaryoten sowie eEF-1 und eEF-2 in Eukaryoten.

## Regulation
Das Diphtherietoxin aus Corynebacterium diphtheriae und das Exotoxin A aus Pseudomonas aeruginosa hemmen EF-2. Erythromycin und andere Makrolid-Antibiotika sowie Fusidinsäure hemmen EF-G. Kirromycin und Enacyloxin hemmen EF-Tu-GDP am Ribosom. Pulvomycin und GE2270 A hemmen die Bindung von EF-Tu-GTP an die Aminoacyl-tRNA.
In Säugetierzellen findet die Regulation über die Phosphorylierung zahlreicher an der Translation, d. h. auch von Elongationsfaktoren, beteiligter Proteine statt. Für die Phosphorylierung von eEF-2 ist die eEF2-Kinase zuständig. Die Regulation dieser Kinase ist in Zellen ohne PDK1 nicht mehr möglich.